# Dengeki Sentai Changeman
Dengeki Sentai Changeman (jap. 電撃戦隊チェンジマン Dengeki Sentai Chenjiman; Oddział Bojowy Changeman) – japoński serial z gatunku tokusatsu z roku 1985. Jest dziewiątym serialem z sagi Super Sentai stworzonym przez Toei Company. Emitowany był na kanale TV Asahi od 2 lutego 1985 roku do 22 stycznia 1986 roku. Był drugim najdłużej emitowanym serialem z serii Sentai – liczył 55 odcinków. Stworzono także 2 filmy.
W 1988 roku serial wyświetlano w Brazylii. Do dziś Changeman obok Juspiona i Flashmana pozostaje tam najbardziej popularnym serialem tokusatsu.

## Fabuła
Po podbiciu setek planet Międzygwiezdny Legion Gozma bierze na celownik Ziemię. W odpowiedzi wojsko organizuje Ziemskie Siły Obronne, w skład których wchodzą elitarni specjaliści z każdego rodzaju sił wojskowych. Żołnierze przechodzą ciężkie treningi pod dowództwem kapitana Ibukiego. Gozma postanawia się z nimi rozprawić. Grupka żołnierzy ma dosyć treningu i ucieka, jednak zostaje zaatakowana przez żołnierzy Gozmy, wskutek czego przetrwało tylko 5 żołnierzy. W tym momencie zatrzęsła się ziemia a z głębin wyszła potężna siła zwana Earthforce i przemieniła piątkę w wojowników. Od tej pory jako Changemani, żołnierze muszą stawić czoła Gozmie.

## Changemani
Changeman to trzecia seria bez żółtego wojownika. W tej serii pierwszy raz pojawiły się biała i różowa wojowniczka jednocześnie.
- Hiryū Tsurugi (jap. 剣 飛竜 Tsurugi Hiryū) / Change Smok (jap. チェンジドラゴン Chenji Doragon; Change Dragon) – 24-letni czerwony wojownik, pochodzi z prefektury Kōchi, były oficer japońskich Sił Powietrznych. Tsurugi jest liderem o dobrym sercu, często skupiając się na zadaniu nie zauważa nie myśli o możliwym niebezpieczeństwie. Jest strzelcem wyborowym i utalentowanym kierowcą motocyklowym. Był także najlepszym baseballistą w swojej szkole, ale z powodu wypadku musiał przestać grać. Jako Change Smok Tsurugi jest mistrzem ataków powietrznych, korzysta nawet z niektórych swoich umiejętności baseballowych w swoich technikach.
- Shō Hayate (jap. 疾風 翔 Hayate Shō) / Change Gryf (jap. チェンジグリフォン Chenji Gurifon; Change Gryphon) – 23-letni czarny wojownik, pochodzi z prefektury Aomori, były komandos japońskiej armii. Jest narcystycznym kobieciarzem, często układa włosy przed walką. Hayate pojawia się w serialu Gokaiger gdzie pozwala Gokaigersom na korzystanie z sekretnej mocy Changemanów.
- Yūma Ōzora (jap. 大空 勇馬 Ōzora Yūma) / Change Pegaz (jap. チェンジペガサス Chenji Pegasasu; Change Pegasus) – 20-letni niebieski wojownik, były oficer japońskiej armii. Lubi jeść. Ma tendencję do nieszanowania autorytetów, często przebywa z dziećmi, którym Changemani pomagają. Ōzora marzy o otwarciu sklepu tonkatsu po tym, jak uzbiera wystarczająco dużo pieniędzy.
- Sayaka Nagisa (jap. 渚 さやか Nagisa Sayaka) / Change Syrena (jap. チェンジマーメイド Chenji Māmeido; Change Mermaid) – 20-letnia biała wojowniczka, była oficer oddziału specjalnego w armii japońskiej. Ma jasny umysł, potrafi spokojnie przeanalizować sytuację. Jest strategiem drużyny i czasami zbytnio skupia się na etykiecie. Nagisa ma też kochający i opiekuńczy charakter, który przejawia się w jej miłości do zwierząt i jej uczuciach wobec Tsurugiego. Przyjaźni się z Mai.
- Mai Tsubasa (jap. 翼 麻衣 Tsubasa Mai) / Change Feniks (jap. チェンジフェニックス Chenji Fenikkusu; Change Phoenix) – 20-letnia różowa wojowniczka, była szpiegini w armii japońskiej. Dobrze jeździ motocyklem. Zachowuje się jak chłopczyca. Jest przeciwieństwem Sayaki, ale są najlepszymi przyjaciółkami.

### Pomocnicy
- Kapitan Yui Ibuki (jap. 伊吹長官 Ibuki-chōkan) – przełożony Changemanów. Na początku wydaje się brutalny, jednak naprawdę jest to troskliwa osoba. Naprawdę jest kosmitą pochodzącym z planety Heath, zniszczonej przez Gozmę.
- Nana (ナナ Nana) – dziewczynka z nadnaturalnymi zdolnościami pochodząca z zaawansowanej planety Rigel. Gozma dowiedziała się, że kiedy Rigelianki dojrzewają z ich ciał wydobywa się ogromna ilość energii, więc Giloucke porwał Nanę i przyśpieszył jej proces dojrzewania, na skutek którego postarzała się o 20 lat. Dzięki temu Nana urosła w siłę i pomaga czasem Changemanom.
- Zōri i Warajī (ゾーリーとワラジー Zōrī to Warajī) – żona i syn Gatora. Pojawili się w 27 odcinku, jednak znaczącą rolę odegrali w ostatnich odcinkach. Warajī umie grać na okarynie, która likwiduje u kosmitów tęsknotę za domem. Zōri natomiast ponownie zachodzi w ciążę, której owocem ma być córka jej i Gatora, co ostatecznie zadecydowało o opuszczeniu przez niego Gozmy.
- Żołnierze ZSO (EDS戦士団 Ī Dī Esu Senshidan) – grupa żołnierzy, która stanowi wsparcie dla Changemanów, zwykle działają za kulisami, jednak czasem pomagają im w walce.

### Broń
- Change Bransoletka (チェンジブレス Chenji Buresu, Change Brace) – urządzenie noszone na lewej ręce, które pozwala bohaterom na przemianę w Changemanów. Służy też do komunikacji i wzywania maszyn.
- Change Miecz (チェンジソード Chenji Sōdo, Change Sword) – podstawowa broń każdego wojownika, pistolet laserowy z możliwością przekształcenia w miecz i tarczę.
- Działo Mocy (パワーバズーカ Pawā Bazūka, Power Bazooka) – ostateczna broń drużyny, złożona z pięciu części, po jednej na każdego wojownika. Change Smok jest odpowiedzialny za załadowanie broni, zaś Change Syrena za namierzenie celu. Działo Mocy zostało wzmocnione w 7 odcinku, zaś w 36 Changemani pierwszy raz załadowali je Earthforce.
- Auto Changery (オートチェンジャー Ōto Chenjā) – motory dla każdego z wojowników.
- Change Cruiser (チェンジクルーザー Chenji Kurūzā) – AWD dla całej piątki.

### Mecha
- Change Robot (jap. チェンジロボ Chenji Robo) – jest to robot Changemanów. Powstaje z połączenia ich trzech maszyn. Uzbrojony jest w pociski, karabinki, promień świetlny, Change Tarczę oraz Miecz Błyskawicy (電撃剣 Dengekiken).
  - Jetchanger 1 (jap. ジェットチェンジャー1 Jetto Chenjā Wan) – myśliwiec należący do Change Smoka. Formuje głowę, tors i uda Change Robota.
  - Helichanger 2 (jap. ヘリチェンジャー2 Heri Chenjā Tsū) – helikopter pilotowany przez Change Gryfa i Change Syrenę. Formuje klatkę piersiową, plecy oraz ręce Change Robota.
  - Landchanger 3 (jap. ランドチェンジャー3 Rando Chenjā Surī) – opancerzona video maker wojskowa pilotowana przez Change Pegaza i Change Feniksa. Formuje nogi Change Robota.
- Promobaza (jap. シャトルベース Shatoru Bēsu; Shuttle Base) – jest to forteca w kształcie promu, która przewozi maszyny- komponenty robota oraz stanowi główną siedzibę Changemanów.

## Gozma
Międzygwiezdny Legion Gozma (大星団ゴズマ Daiseidan Gozuma) to kosmiczna frakcja, która podbija oraz niszczy planety, zaś ich ocalałych mieszkańców wysyła na podboje kolejnych planet. Grupa przebywa na statku kosmicznym Gozmard.
- Kapitan Giloucke (ギルーク Girūku) – dowódca inwazji, pochodzący z podbitej przez Gozmę planety Giras. Posiada miecz wykuty przez najlepszego kowala na jego ojczystej planecie. Jego prawdziwym celem jest dokonanie spisku i zemsty na Bazoo i odebranie mu władzy, co jednak mu się nie powodzi. Zostaje zniszczony w 38 odcinku, jednak odradza się jako duch. W tym stanie jest do 43 odcinka, gdzie absorbuje energię Nany i staje się Super Gilouckiem. W 54 odcinku staje się Gwiezdną Bestią Giras, jednak zostaje ostatecznie zniszczony przez Change Robota.
- Porucznik Booba (ブーバ Būba) – dawniej był kosmicznym piratem, który został wcielony do Gozmy przez Giloucke'a. Rywal Change Smoka, jest uzbrojony w ostrze zwane Buldobas. Był zakochany w Shiemie i postanowił uratować ją spod kontroli Gozmy. Ginie w 52 odcinku w pojedynku z Change Smokiem.
- Porucznik Shiema (シーマ Shīma) – dawniej była księżniczką planety Amanga, której lud posiadał specjalne zdolności psychiczne zwane Energią Amanga. Kiedy planeta została najechana przez Gozmę, Shiema została porwana, pozbawiona myśli i wcielona do Gozmy. Była więziona przez potwora Wubę, którego mleko zmieniło jej głos na męski, zaś jej charakter na zimny i brutalny. Została uratowana przez Boobę, przyłączyła się do Changemanów i przetrwała upadek Gozmy.
- Król Bazoo (星王バズー Seiō Bazū) – władca Gozmy, który tak naprawdę jest żyjącym ciałem niebieskim zwanym Gwiazdą Gozma. Pojawia się swoim podwładnym jedynie jako iluzja przedstawiająca głowę i tors człowieka bez kończyn. Dąży do niszczenia i konsumpcji energii innych planet i gwiazd. Próbował dostać się na Ziemię kryjąc się w warkoczu komety Halleya, jednak zostaje ostatecznie zniszczony od wewnątrz przez Change Robota.
- Królowa Ahames
- Gator
- Gyodai
- Hidorery

## Obsada
- Haruki Hamada – Hiryū Tsurugi / Change Smok
- Kazuoki Takahashi – Shō Hayate / Change Gryf
- Shirō Izumi – Yūma Ōzora / Change Pegaz
- Hiroko Nishimoto – Sayaka Nagisa / Change Syrena
- Mai Ōishi – Mai Tsubasa / Change Feniks
- Jun Fujimaki – Kapitan Yui Ibuki
- Miyako Hayakawa – Nana (dziecko),
- Tokie Shibata – Nana (dorosła)
- Shōhei Yamamoto – Giloucke
- Yoshinori Okamoto – Booba
- Kana Fujieda – Shiima
- Michiro Iida – Shiima (głos)
- Seizō Katō – Bazoo (głos)
- Fukumi Kuroda – Ahames
- Takeshi Watabe – Gyodai (głos)
- Hiroshi Masuoka – Gator (głos)

### Aktorzy kostiumowi
- Kazuo Niibori – Change Smok
- Kōji Matoba – Change Gryf
- Tsutomu Kitagawa – Change Pegaz
- Masato Akada – Change Syrena
- Yūichi Hachisuka – Change Feniks
- Hideaki Kusaka:
  - Change Robot,
  - Gyodai

Źródło:

## Muzyka
Opening
- "Dengeki Sentai Changeman" (jap. 電撃戦隊チェンジマン Dengeki Sentai Chenjiman)

Słowa: Yoshiaki Sagara
Kompozycja: Katsuo Ōno
Aranżacja: Tatsumi Yano
Wykonanie: KAGE
Ending
- "NEVER STOP CHANGEMAN" (jap. NEVER STOPチェンジマン Nebā Sutoppu Chenjiman)

Słowa: Yoshiaki Sagara
Kompozycja: Katsuo Ōno
Aranżacja: Tatsumi Yano
Wykonanie: KAGE